# Flip (album)
Pour les articles homonymes, voir Flip.
Albums de Lomepal
Jeannine
(2018)
Singles
1. Pommade
Sortie : 27 avril 2017
2. Ray Liotta
Sortie : 19 mai 2017
3. Yeux disent
Sortie : 16 juin 2017
4. Palpal
Sortie : 28 juin 2017
5. Club
Sortie : 24 novembre 2017

Flip, stylisé FLIP, est le premier album studio du rappeur français Lomepal, sorti le 30 juin 2017 sur les labels Pineale Prod et Grand Musique Management.
Le single Yeux disent connait un succès rapide et médiatise Lomepal. Le 12 décembre 2017, Flip est certifié disque d'or avant de devenir disque de platine en février 2018. En juillet 2020, il est certifié triple disque de platine.
Le 1er décembre 2017, Lomepal publie la version deluxe de l'album, Flip Deluxe, promue par le single Club.

## Réception

### Critique
Flip reçoit des critiques majoritairement favorables à sa sortie. Xavier Ridel des Inrockuptibles écrit que « les rimes se remuent en saccade, dans une ambiance aussi avachie qu’un dernier joint en fin de soirée » et que l'album est composé d'une « volée de superbes titres, avec notamment un ego-trip souffrant sur Avion, un hymne à la rupture sur Yeux disent et une conclusion tragique dans Sur le sol ». Emmanuel Marolle du Parisien analyse : « On a rarement entendu un rappeur écrire ainsi à cœur ouvert, avec un tel style, sans tomber dans la guimauve, sans se ménager non plus ».

## Liste des titres
| 1.    | Palpal                              | Antoine Valentinelli           | 4:16 |
| 2.    | 70                                  | Valentinelli                   | 4:24 |
| 3.    | Lucy (featuring 2Fingz)             | Valentinelli, Doums, Népal     | 4:47 |
| 4.    | Pommade                             | Valentinelli                   | 3:28 |
| 5.    | Ray Liotta                          | Valentinelli                   | 4:13 |
| 6.    | Ça compte pas (featuring Caballero) | Valentinelli, Artur Caballero  | 3:17 |
| 7.    | Bryan Herman                        | Valentinelli                   | 3:42 |
| 8.    | Skit skate                          | Valentinelli                   | 1:34 |
| 9.    | Yeux disent                         | Valentinelli                   | 3:32 |
| 10.   | Bécane (featuring Superpoze)        | Valentinelli                   | 4:46 |
| 11.   | Avion                               | Valentinelli                   | 3:53 |
| 12.   | Malaise                             | Valentinelli                   | 3:55 |
| 13.   | Danse (featuring Camelia Jordana)   | Valentinelli                   | 4:51 |
| 14.   | Billet (featuring Roméo Elvis)      | Valentinelli, Roméo Van Laeken | 8:04 |
| 15.   | Sur le sol                          | Valentinelli                   | 4:53 |
| 63:35 |                                     |                                |      |

| 16. | Mi-chemin (featuring JeanJass) | 4:03 |

| 1.  | Club                          | 4:10 |
| 2.  | Un peu de sang                | 5:05 |
| 3.  | Outsider                      | 3:30 |
| 4.  | Ray Liotta (Live acoustique)  | 4:32 |
| 5.  | 70 (Live Acoustique)          | 3:54 |
| 6.  | Yeux Disent (Live acoustique) | 3:36 |
| 7.  | Lucy (Live acoustique)        | 3:49 |
| 8.  | Bécane (Live acoustique)      | 5:00 |
| 9.  | Danse (Live acoustique)       | 4:47 |
| 10. | Lucy (Instrumentale)          | 4:47 |
| 11. | Pommade (Instrumentale)       | 3:26 |
| 12. | Yeux disent (Instrumentale)   | 3:33 |

## Titres certifiés
Flip :
- Palpal :  Or[6]
- 70 :  Platine[6]
- Lucy :  Platine[6]
- Pommade :  Or[6]
- Ray Liotta :  Or[6]
- Yeux disent :  Diamant[6]
- Bécane :  Platine[6]
- Malaise :  Or
- Danse :  Or[6]
- Sur le Sol :  Or

Flip Deluxe :
- Club :  Platine[6]

## Classements hebdomadaires
| Classement (2017-19)         | Meilleure position |
| ---------------------------- | ------------------ |
| Belgique (Wallonie Ultratop) | 13                 |
| France (SNEP)                | 14                 |
| Suisse (Schweizer Hitparade) | 58                 |